# 샤오훙수
샤오훙수(중국어 간체자: 小红书, 정체자: 小紅書, 한자음: 소홍서, 영어: Xiaohongshu) 또는 영미권 명칭 레드노트(영어: RedNote)는 중국의 소셜네트워크(SNS)를 표방한 온라인 쇼핑몰로 해외 각국의 상품이나 문화 활동을 공유하는 애플리케이션이다. 샤오홍수는 2013년 6월에 설립된 스타트업기업이고, 자신이 써봤던 좋은 뷰티, 일상, 해외각국의 상품, 맛집, 문화생활 등을 리뷰하고 추천할 수 있는 플랫폼이다. 생활의 일상기록장으로 간단하게 중국판 인스타그램이라고 볼 수 있다. "중국의 모든 유행은 샤오홍에서 시작된다"는 말이 나올 정도로 젊은 층에서 폭발적인 인기를 모으고 있다. 또한 샤오홍슈의 가로 전형적인 중국의 레드컬러에 화이트로 아이덴티를 표현하고 있다. 해외에 방문하거나 생활 중인 중국인들이 현지에서 구매한 상품과 각종 정보를 공유하는 '사용자 제작 콘텐츠(UGC)'로 운영된다. 샤오홍슈의 슬로건은 "나의 생활을 기록하라(중국어 간체자: 标记我的生活, 정체자: 標記我的生活)"이다.
2025년 1월 미국 정부가 자국민의 틱톡 사용을 금지하면서 이른바 틱톡 난민들이 샤오홍수로 대거 유입되었다. 이 때문에 1월 14일에는 샤오홍수가 미국내 앱 스토어 점유율 1위를 달성하는 촌극이 벌어지기도 했다.

## 고객층
샤오홍슈는 점차 두각을 나타내면서 2019년에 2억명의 이용자 수 확보에 성공했다. 70~80%가 여성고객이며 이 중 2~30대 여성 고객층이 많다. 이용자들이 스스로 콘텐츠를 생산하기 때문에 신뢰도가 높은 편이다.

### 이용방법
메인페이지에서 보면 알 수 있듯이 4개의 창이 있다. 첫번째 창 首页는 메인페이지로 SNS페이지이다. 내 관심 등록을 해놓은 이웃들의 소식이 자리하고 있고, 제품설명이나 카페 분위기, 메뉴제조 과정들을 사진이나 동영상으로 올리는 곳이다. 商城은 말그대로 물건을 사고 팔수 있는 곳이다. 중국인들은 구매를 할 때 제일 고려하는 것이 정품이냐, 안전하냐, 입소문이 어떻냐를 많이 신경쓴다고 한다. 이런 면에서 실사용자들이 직접 올린 제품구매후기들이나 사진들은 잠재구매자들을 신뢰할 수 있게 만든다. 중국은 결제할 때 대부분 쯔푸바오, 위챗등의 핸드폰으로 이용하기 때문에 데이터의 양도 많이든다. 중국내에서 하는 거래의 모든 내용이 데이터로 남아있게 된다.
하단의 +를 누르고, 왼쪽하단에相册를 누르면 사진앨범으로 들어가 사진을 선택할 수 있다. 오른쪽 상단에 存草稿를 누르면 저장이 가능하고, 하단에 发布를 누르면 업로드가 된다. 업로드 후 오른쪽 상단에 ... 버튼을 누르면 편집/삭제/공유가 가능하다. 공유分享를 누르면, 위챗, 웨이보, url 등으로 공유가 가능합니다. 오른쪽 상단위 톱니바퀴(설정)을 누르면 draft 안에서 작성해둔 원고를 확인할 수 있다.

## 마케팅 플랫폼
중국인 대상 홍보엔 샤오홍슈 마케팅을 빼놓을 수 없다. 중국 2030을 타겟할 수 있는 매체이므로, 대부분의 중국 마케팅을 진행하는 브랜드는 샤오홍슈 마케팅을 하고 있다고 보면 된다. 샤오홍슈 마케팅 방법으로는 브랜드 계정 운영, 크리에이터 제휴를 통한 홍보가 있으며, 리뷰성 콘텐츠가 선호된다고 한다. 그리고 제재가 엄격한 중국 플랫폼 특성 상, 광고성이 짙은 경우 제재가 발생할 수 있다고 하니 주의해야 한다.